# Bela Vista (voetbalclub)
Bela Vista is een voetbalclub in Sao Tomé en Principe uit Bela Vista in het district Lobata. De club speelt in de eilandcompetitie van Sao Tomé, waarvan de kampioen deelneemt aan het voetbalkampioenschap van Sao Tomé en Principe, de eindronde om de landstitel.
Bela Vista speelde jarenlang op het tweede niveau van de Santomese eilandscompetitie en kwam daarin vooral uit tegen andere clubs uit het noorden van het eiland. De club won ook nog nooit een grote hoofdprijs. In 2001 werd Bela Vista achtste in deze competitie en in 2002/03 vierde. Ook de daaropvolgende jaren lukte het niet promotie naar het eerste niveau af te dwingen.
Anno 2014 is de club niet langer in de competitie te vinden.
Eerste niveau: FC Aliança Nacional · Bairros Unidos FC · UD Correia · Folha Fede · Juba Diogo Simão · FC Neves · Praia Cruz · UDRA · Vitória FC · Santana FC
Tweede niveau: Agrosport · Amador · Guadalupe · Inter Bom-Bom · Desportivo Marítimo · Kê Morabeza · Oque d'El Rei · Porto Alegre · Ribeira Peixe · Trindade FC
Derde niveau: Andorinha Sport Club · Boavista · Desportivo Conde · Cruz Vermelha · Diogo Vaz · Otótó · Santa Margarida · Sporting São Tomé · UDESCAI · Varzim FC
Voormalige clubs: 6 de Setembro · Bela Vista · Os Dinâmicos ·  Palmar